# مهیار حسن‌نژاد
مهیار حسن‌نژاد (زادهٔ ۶ اوت ۱۹۸۵ ساری) یک بازیکن فوتبال اهل ایران است.